# Karl von Czoernig-Czernhausen

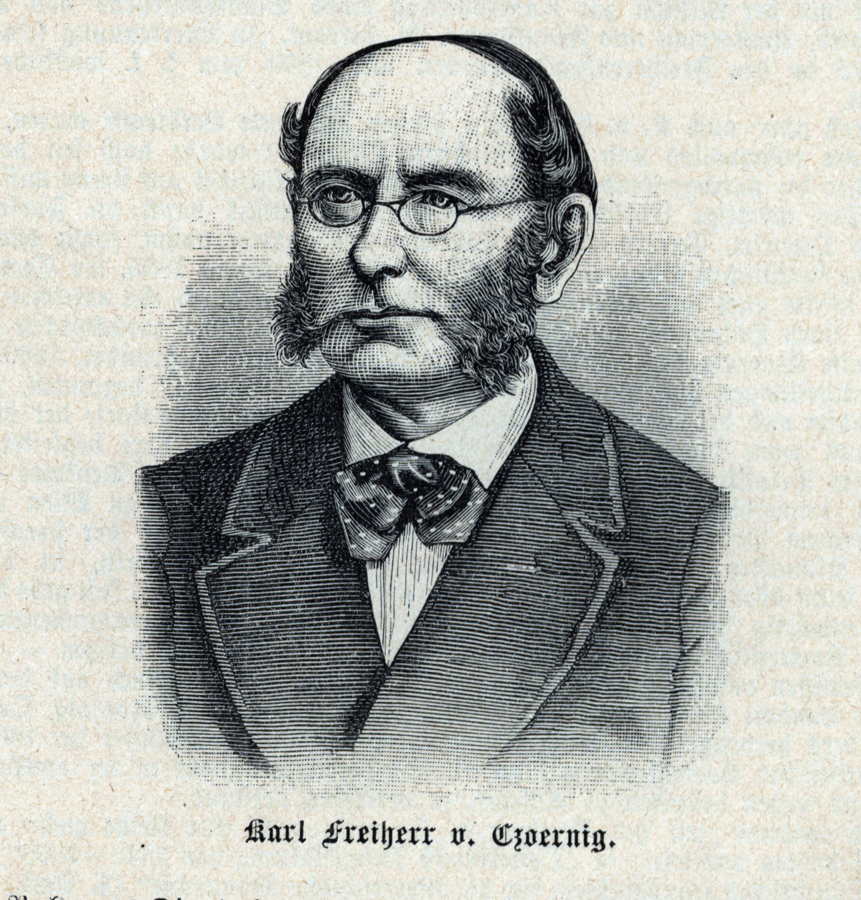
Karl von Czoernig-Czernhausen

Karl Czörnig, ab 1852 Freiherr von Czoernig-Czernhausen (auch Carl [Freiherr] von Czörnig, * 5. Mai 1804 in Tschernhausen in Böhmen; † 5. Oktober 1889 in Görz) war ein österreichisch-böhmischer Beamter und Statistiker.

## Leben
Er war ein Sohn des Tschernhausener Burggrafen Karl Czörnig. Er wuchs im deutschsprachigen Nordböhmen auf, besuchte aber Gymnasien in den vorwiegend tschechischen Städten Jičín und Prag. Später studierte er an den Universitäten Prag und Wien. Czoernig war ein böhmischer Landespatriot und unterhielt Briefkorrespondenz mit dem führenden tschechischen Historiker František Palacký.
Er machte sich besonders um den Ausbau der Donauschifffahrt und der Eisenbahnen  verdient, war bis 1865 Präsident der Statistischen Verwaltungskommission und von 1852 bis 1863 auch der k. k. Central-Commission zur Erforschung und Erhaltung der Baudenkmale. Mit seinen Werken wurde er zum Begründer der modernen Statistik im Habsburgerreich. Vom 31. August 1848 bis zum 7. Mai 1849 gehörte er der Frankfurter Nationalversammlung an (Fraktion: Café Milani). 1852 wurde Czörnig mit dem Prädikat von Czernhausen in den Freiherrenstand erhoben. Karl von Czoernig-Czernhausen war der Großvater des Höhlenforschers Walter von Czoernig-Czernhausen.
1859 wurde er als assoziiertes Mitglied in die Académie royale des Sciences, des Lettres et des Beaux-Arts de Belgique aufgenommen. Er war Ehrenbürger von drei Städten: Reichenberg, Friedland, Görz.

## Schriften

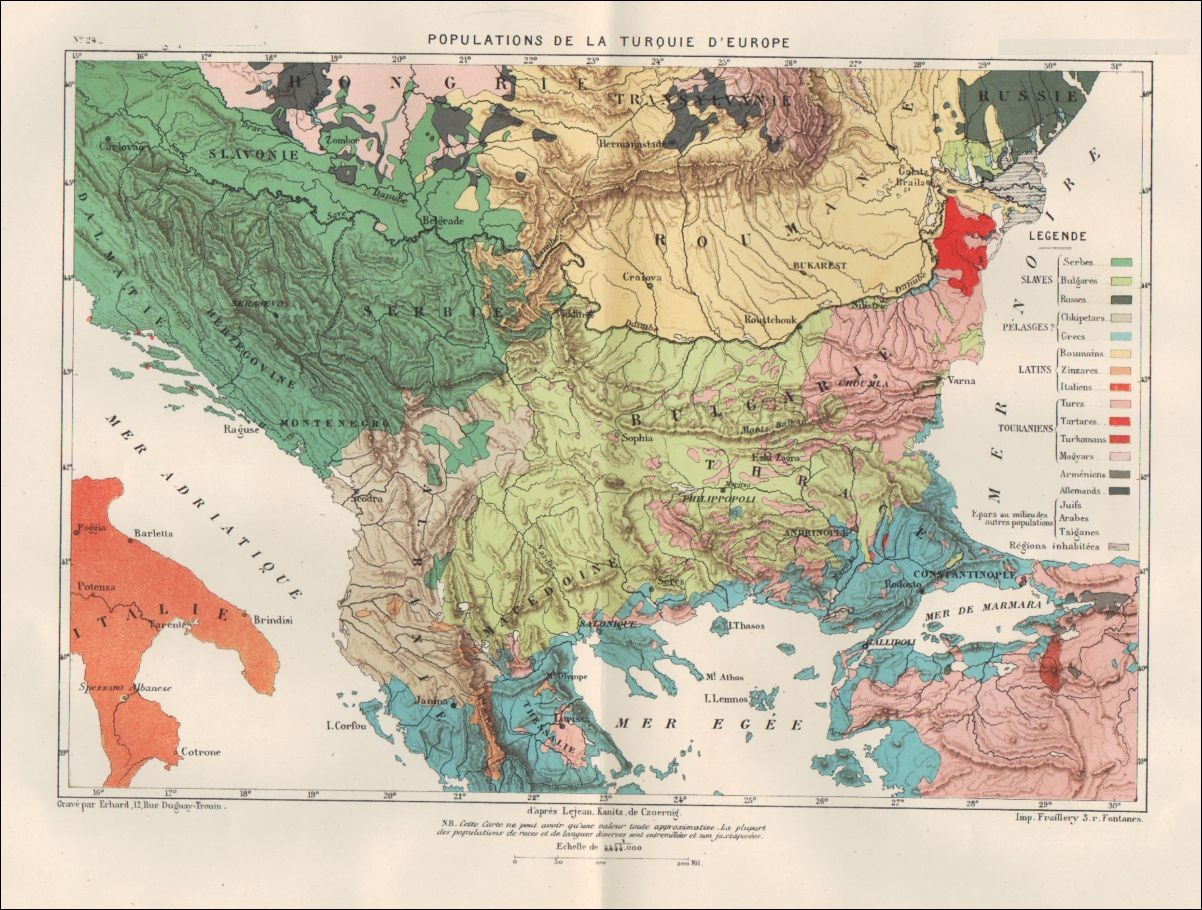
Von Czoernig-Czernhausen erstellte Balkankarte

- Topographisch-historisch-statistische Beschreibung von Reichenberg. Wien 1829
- Ueber den Freihafen von Venedig mit Rücksicht auf den österreichischen Seehandel. Wien 1831
- Italienische Skizzen. 2 Bände. Pirotta, Mailand 1838
- Die lombardische Gemeindeverfassung. Heidelberg 1843
- Tafeln zur Statistik der österreichischen Monarchie. Herausgegeben von der Direction für admin. Statistik, Jahrgang 1841–1851
- Zur Orientierung in der österreichischen Frage. Von einem österreichischen Abgeordneten. Frankfurt 1848 (Flugschrift)
- Darstellung Colonialwesen in Ungarn und Siebenbürgen im 18. und 19. Jahrhundert. Wien 1849
- Ethnographische Karte der österreichischen. Monarchie in 4 Blättern und in 1 Blatte. 1855 und 1857
- Ethnographie der österreichischen Monarchie. 3 Bände, 1855–57
- Die Vertheilungen der Völkerstämme und deren Gruppen in der österreichischen Monarchie. Wien 1856
- Österreichs Neugestaltung. 1848–58 (1858)
- Statistische Handbüchlein für die österreichische Monarchie. Wien 1861
- Das österreichische Budget für 1862. Wien 1862, 2 Bände.
- Görz, Oesterreichs Nizza. Wien 1873 und 1874, 2 Bände.
- Das Sophienschlösschen in Aufhofen bei Bruneck. Wien 1879.
- Die alten Völker Ober-Italiens.